# Де Бир-Драгер
«Де Бир-Драгер», «Дебирдрагер» или «Бир-Драгер» (от нидерл. bierdrager, нем. bierträger — разносчик пива) — шмак Балтийского флота Российской империи. Находился в составе флота с 1726 года по большей части использовался для грузовых перевозок по Финскому заливу и в качестве судна обеспечения эскадр флота, принимал участие в действиях флота под Данцигом в 1734 году.

## Описание судна
Парусный шмак с деревянным корпусом.
Как и большинство вспомогательных судов своего времени шмак имел наименование с ярко выраженным иностранным происхождением, которое было вызвано его функциональным назначением. Первоначально судно предназначалось для перевозки большого количества пива, входившего в рацион личного состава армии и флота, а «Бир-Драгер» — это транслитерация на русский немецкого (нем. bierträger) или голландского (нидерл. bierdrager) выражения, буквально означавших «разносчик пива», «носитель пива», «пивоносец» или «перевозчик пива». Был одним из двух парусных судов в истории Российского императорского флота, носившим такое наименование. Также в составе Балтийского флота нёс службу одноимённый буер 1703 года постройки.

## История службы
Шмак «Де Бир-Драгер» был заложен на стапеле Олонецкой верфи и после спуска на воду в мае 1726 года вошёл в состав Балтийского флота России. Строительство шмака вёл кораблестроитель В. Фогель.
В кампанию 1726 года состоял на грузовых перевозках между портами Финского залива.
В июле и августе 1727 года находился в составе отряда под командованием вице-адмирала Н. А. Синявина, который совершил плавание в Киль и доставил туда цесаревну Анну Петровну и герцога К. Ф. Гольштейн-Готторпского. 
В кампании c 1728 по 1730 год вновь использовался в качестве грузового судна на перевозках между портами Финского залива.
В кампанию 1731 года в составе кронштадтской эскадры кораблей Балтийского флота под общим командованием капитана 3-го ранга Югана Леймана совершил плавание в Киль за грузом лошадей, купленных для драбантского полка. Эскадра для плавания была сформирована по приказу Адмиралтейств-коллегии от 19 (30) мая 1731 года с фрегатом «Эсперанс» в качестве флагмана и, согласно следующему распоряжению от 24 мая (4 июня) 1731 года, ей было предписано с первым благоприятным ветром выйти в море. При этом фрегату предписывалось идти под военным флагом и вымпелом, а всем остальным судам под купеческими, однако с военными гюйсами и без вымпелов.
На все суда эскадры были погружены бочки для воды и c 26 мая (6 июня) по 29 мая (9 июня) они вышли на кронштадтский рейд. После чего 29 мая (9 июня) все корабли подняли торговые флаги, а флагманский фрегат — военный, и они начали лавировать и верповаться на запад. 9 (20) июня эскадра прошла Гогланд. 19 (30) июня в районе видимости острова Борнхольм все суда эскадры подняли кормовые флаги, однако позже в тот же день их спустили. 25 июня (6 июля) все суда эскадры подошли к входу в Кильскую бухту и встали на якоря. 27 июня (8 июля) эскадра снялась с якорей и корабли пошли в бухту, при этом на входе «Эсперанс» обменялся салютами с береговыми батареями.
2 (13) августа в составе отряда под общим командованием капитан-лейтенанта Ларса Шевинга, состоявшего помимо шмака из двух линейных кораблей «Виктория» и «Девоншир», шмака «Бобр» и галиота «Гогланд», вышел из Киля. 16 (27) августа отряд прибыл к Кронштадту и на следующий день 17 (28) августа все корабли отряда вошли в гавань.
В кампании c 1722 и 1733 годов также использовался в качестве грузового судна на перевозках между портами Финского залива.
В 1734 году принимал участие в действиях флота под Данцигом. В мае и июне этого года использовался для обеспечения провизией судов находившейся под Данцигом и Пиллау русской эскадры под командованием адмирала Т. Гордона.

## Командиры шмака
Командирами шмака «Де Бир-Драгер» в составе Российского флота в разное время служили:
- унтер-лейтенант Фёдор Мостофин (1727 год)[12];
- шкипер Блом (1730 год)[13];
- шкипер Блюмен или Блюм[комм. 2] (1731 год)[15];
- лейтенант майорского ранга Фёдор Игнатьев (1734 год)[16].